# Atom Heart Mother World Tour
Atom Heart Mother World Tour è stato un tour internazionale di concerti dei Pink Floyd iniziato a settembre 1970 e terminato a ottobre 1971. Per la prima volta la band si esibì in Asia e in Oceania. In questa tournée volta a promuovere il suo nuovo album Atom Heart Mother, la band ingaggiò orchestre e cori locali in alcune date per l'esecuzione della title track. Se questi non erano disponibili, il brano veniva eseguito con un arrangiamento diverso.

## Storia
Dal 17 gennaio 1970, i Pink Floyd iniziano a suonare durante i loro concerti un brano strumentale intitolato The Amazing Pudding, che diventerà la title track del loro prossimo album Atom Heart Mother. La canzone venne suonata per la prima volta con l'accompagnamento dell'orchestra Philip Jones Brass Ensemble al Bath Festival, nel Somerset, il 27 giugno 1970.
Il brano è stato chiamato per la prima volta "The Atom Heart Mother" dal broadcaster inglese John Peel durante un'esibizione dei Pink Floyd su BBC Radio 1 per Top Gear il 16 luglio 1970. In parte a causa delle difficoltà nel trovare e assumere orchestre e cori locali, la band suonava spesso una versione del brano riarrangiata per chitarra, basso, tastiere e batteria. Diverse esibizioni dal vivo e una demo in studio di Atom Heart Mother sono incluse nel cofanetto The Early Years 1965-1972 del 2016.
I Pink Floyd sono apparsi anche ad un festival gratuito a Bishopsbourne il 31 agosto, che è stato ripreso. Questa data è stata la tappa finale del tour di Medicine Ball Caravan, progetto Warner Bros. che consisteva in un tour di più artisti poi reso un film diretto da François Reichenbach dove però il concerto dei Pink Floyd non è presente.
Durante il tour viene suonata per la prima volta anche Echoes, che inizialmente prenderà il nome di The Return of the Son of Nothing, per poi essere inserita nell'album Meddle nell'ottobre 1971.

## Date del tour
| Data                       | Città                 | Paese          | Sede                                                              | Note |
| Europa                     | Europa                | Europa         | Europa                                                            | Europa |
| -------------------------- | --------------------- | -------------- | ----------------------------------------------------------------- | --- |
| 27 giugno 1970             | Shepton Mallet        | Regno Unito    | Bath and West Showgrownd                                          | Per la prima volta The Amazing Pudding è stata suonata con coro e orchestra (Philip Jones Brass Ensemble) |
| 28 giugno 1970             | Rotterdam             | Paesi Bassi    | Kralingse Bros.                                                   | |
| 12 luglio 1970             | Aquisgrana            | Germania Ovest | Reitstadion                                                       | |
| 16 luglio 1970             | Londra                | Regno Unito    | Paris Theatre                                                     | The Amazing Pudding cambia titolo in Atom Heart Mother Esibizione registrata da BBC Radio 1 per Top Gear di John Peel |
| 18 luglio 1970             | Londra                | Regno Unito    | Hyde Park                                                         | L'esibizione di Atom Heart Mother è stata ripresa e pubblicata in The Early Years: 1965-1972 |
| 26 luglio 1970             | Juan-les-Pins         | Francia        | Jazz à Juan - La Pinède Gould                                     | |
| 8 agosto 1970              | Saint-Tropez          | Francia        | Plage                                                             | Il soundcheck (Cymbaline) e le esibizioni di Atom Heart Mother, Embryo, Green Is the Colour, Careful with That Axe, Eugene, Cymbaline e Set the Controls for the Heart of the Sun sono state riprese e pubblicate in The Early Years: 1965-1972 |
| 12 agosto 1970             | Poitiers              | Francia        | Les Arenes                                                        | |
| 31 agosto 1970             | Bishopsbourne         | Regno Unito    | Medicine Ball Caravan (Charlton Park)                             | |
| 12 settembre 1970          | Parigi                | Francia        | Fête de l'Humanité (Bois de Vincennes)                            | |
| Nord America               |                       |                |                                                                   | |
| 26 settembre 1970          | Filadelfia            | Stati Uniti    | Electric Factory                                                  | |
| 27 settembre 1970          | New York              | Stati Uniti    | Fillmore East                                                     | |
| 1 ottobre 1970             | Portland              | Stati Uniti    | Portland Memorial Coliseum                                        | |
| 2 ottobre 1970             | Seattle               | Stati Uniti    | The Moore Theatre                                                 | |
| 3 ottobre 1970             | Seattle               | Stati Uniti    | The Moore Theatre                                                 | |
| 4 ottobre 1970             | Spokane               | Stati Uniti    | John F. Kennedy Memorial Pavilion                                 | |
| 6 ottobre 1970             | Ellensburg            | Stati Uniti    | Central Washington State College                                  | |
| 7 ottobre 1970             | Vancouver             | Canada         | PNE Garden Auditorium                                             | |
| 8 ottobre 1970             | Calgary               | Canada         | Southern Alberta Jubilee Auditorium                               | |
| 9 ottobre 1970             | Edmonton              | Canada         | Sales Pavilion Annex                                              | |
| 10 ottobre 1970            | Saskatoon             | Canada         | Centennial Auditorium                                             | |
| 11 ottobre 1970            | Regina                | Canada         | Saskatchewan Centre of the Arts                                   | |
| 13 ottobre 1970            | Winnipeg              | Canada         | Centennial Concert Hall                                           | |
| 15 ottobre 1970            | Salt Lake City        | Stati Uniti    | Terrace Ballroom                                                  | |
| 16 ottobre 1970            | San Rafael            | Stati Uniti    | Pepperland                                                        | |
| 17 ottobre 1970            | San Rafael            | Stati Uniti    | Pepperland                                                        | Tre salti di corrente durante l'esecuzione di Astronomy Domine in cui il gruppo improvvisa per intrattenere il pubblico |
| 18 ottobre 1970            | La Jolla              | Stati Uniti    | Università della California                                       | Durante l'esecuzione di Alan's Psychedelic Breakfast il gruppo fa colazione sul palco |
| 21 ottobre 1970            | San Francisco         | Stati Uniti    | Fillmore West                                                     | |
| 23 ottobre 1970            | Santa Monica          | Stati Uniti    | Santa Monica Civic Auditorium                                     | |
| 23 ottobre 1970            | Boston                | Stati Uniti    | Boston Tea Party                                                  | |
| Europe                     |                       |                |                                                                   | |
| 6 novembre 1970            | Amsterdam             | Paesi Bassi    | Concertgebouw                                                     | |
| 11 novembre 1970           | Rotterdam             | Paesi Bassi    | De Doelen                                                         | |
| 11 novembre 1970           | Göteborg              | Svezia         | Konserthuset                                                      | |
| 12 novembre 1970           | Copenaghen            | Danimarca      | Falconer Salen                                                    | Concerto delle 20:00 |
| 12 novembre 1970           | Copenaghen            | Danimarca      | Falconer Salen                                                    | Concerto delle 22:30 |
| 13 novembre 1970           | Risskov               | Danimarca      | Vejlby-Risskov Hallen                                             | |
| 14 novembre 1970           | Amburgo               | Germania Ovest | Ernst-Merck-Halle                                                 | |
| 21 novembre 1970           | Montreux              | Svizzera       | Casinò di Montreux                                                | L'esibizione di Atom Heart Mother è stata inserita in The Early Years: 1965-1972 |
| 22 novembre 1970           | Montreux              | Svizzera       | Casinò di Montreux                                                | |
| 25 novembre 1970           | Ludwigshafen am Rhein | Germania Ovest | Friedrich-Ebert-Halle                                             | |
| 26 novembre 1970           | Stoccarda             | Germania Ovest | Killesberghalle                                                   | |
| 27 novembre 1970           | Hannover              | Germania Ovest | Niedersachsenhalle                                                | |
| 28 novembre 1970           | Saarbrücken           | Germania Ovest | Saarlandhalle                                                     | |
| 29 novembre 1970           | Monaco di Baviera     | Germania Ovest | Circus Krone                                                      | |
| 4 dicembre 1970            | Parigi                | Francia        | Studios des Buttes-Chaumont                                       | |
| 5 dicembre 1970            | Parigi                | Francia        | Studios des Buttes-Chaumont                                       | |
| 11 dicembre 1970           | Brighton              | Regno Unito    | Big Apple                                                         | |
| 12 dicembre 1970           | Londra                | Regno Unito    | Dagenham Roundhouse                                               | |
| 18 dicembre 1970           | Birmingham            | Regno Unito    | Birmingham Town Hall                                              | |
| 20 dicembre 1970           | Bristol               | Regno Unito    | Colston Hall                                                      | |
| 21 dicembre 1970           | Manchester            | Regno Unito    | Free Trade Hall                                                   | |
| 22 dicembre 1970 Sheffield | Sheffield City Hall   | Regno Unito    |                                                                   | |
| 17 gennaio 1971            | Londra                | Regno Unito    | Roundhouse                                                        | |
| 23 gennaio 1971            | Leeds                 | Regno Unito    | The Refectory, Università di Leeds                                | |
| 3 febbraio 1971            | Exeter                | Regno Unito    | Great Hall, Università di Exeter                                  | |
| 12 febbraio 1971           | Colchester            | Regno Unito    | Università dell'Essex                                             | |
| 13 febbraio 1971           | Farnborough           | Regno Unito    | Farnborough College of Technology                                 | |
| 16 febbraio 1971           | Londra                | Regno Unito    | BBC Television Theatre                                            | |
| 20 febbraio 1971           | Londra                | Regno Unito    | Queen Mary College                                                | |
| 24 febbraio 1971           | Münster               | Germania Ovest | Halle Münsterland                                                 | |
| 25 febbraio 1971           | Amburgo               | Germania Ovest | Musikhalle                                                        | |
| 26 febbraio 1971           | Offenbach am Main     | Germania Ovest | Stadthalle                                                        | |
| 27 febbraio 1971           | Parigi                | Francia        | Studios des Buttes-Chaumont                                       | |
| 3 aprile 1971              | Rotterdam             | Paesi Bassi    | Rotterdam Ahoy                                                    | |
| 12 aprile 1971             | Sunderland            | Regno Unito    | Locarno Ballroom                                                  | |
| 16 aprile 1971             | Doncaster             | Regno Unito    | Top Rank Suite                                                    | |
| 22 aprile 1971             | Norwich               | Regno Unito    | Norwich Lads Club                                                 | Viene suonata per la prima volta dal vivo The Return of the Son of Nothing |
| 7 maggio 1971              | Lancaster             | Regno Unito    | Università di Lancaster                                           | |
| 15 maggio 1971             | Londra                | Regno Unito    | Crystal Palace Bowl                                               | |
| 18 maggio 1971             | Stirling              | Regno Unito    | Università di Stirling                                            | |
| 19 maggio 1971             | Edimburgo             | Regno Unito    | Caley Cinema                                                      | |
| 20 maggio 1971             | Glasgow               | Regno Unito    | Plaza Ballroom                                                    | |
| 21 maggio 1971             | Nottingham            | Regno Unito    | Trent Polytechnic Students' Union                                 | |
| 2 giugno 1971              | Edimburgo             | Regno Unito    | Università di Edimburgo                                           | |
| 4 giugno 1971              | Düsseldorf            | Germania Ovest | Philipshalle                                                      | |
| 5 giugno 1971              | Berlino               | Germania Ovest | Sportpalast                                                       | |
| 12 giugno 1971             | Lione                 | Francia        | Palais des Sports                                                 | |
| 15 giugno 1971             | Royaumont             | Francia        | Abbaye de Royaumont                                               | |
| 19 giugno 1971             | Brescia               | Italia         | Palazzo E.I.B.                                                    | |
| 20 giugno 1971             | Roma                  | Italia         | Palazzo dello Sport                                               | |
| 23 giugno 1971             | Hatfield              | Regno Unito    | Politecnico di Hatfield                                           | |
| 26 giugno 1971             | Amsterdam             | Paesi Bassi    | Amsterdamse Bos                                                   | |
| 1 luglio 1971              | Ossiach               | Austria        | Stiftshoff                                                        | |
| Asia                       |                       |                |                                                                   | |
| 6 agosto 1971              | Hakone                | Giappone       | '71 Hakone Aphrodite Open Air Festival (Seikei Gakuen Hakone-ryo) | Primo concerto dei Pink Floyd in Asia The Return of the Son of Nothing cambia titolo in Echoes ed ha lo stesso testo inciso su Meddle |
| 7 agosto 1971              | Hakone                | Giappone       | '71 Hakone Aphrodite Open Air Festival (Seikei Gakuen Hakone-ryo) | |
| 9 agosto 1971              | Osaka                 | Giappone       | Festival Hall                                                     | |
| Oceania                    |                       |                |                                                                   | |
| 13 agosto 1971             | Melbourne             | Australia      | Festival Hall                                                     | Primo concerto dei Pink Floyd in Oceania |
| 15 agosto 1971             | Sydney                | Australia      | Royal Randwick Racecourse                                         | |
| Europa                     |                       |                |                                                                   | |
| 18 settembre 1971          | Montreux              | Svizzera       | Pavilion                                                          | |
| 19 settembre 1971          | Montreux              | Svizzera       | Pavilion                                                          | |
| 22 settembre 1971          | Stoccolma             | Svezia         | Kungliga Tennishallen                                             | |
| 23 settembre 1971          | Copenaghen            | Danimarca      | KB Hallen                                                         | |
| 30 settembre 1971          | Londra                | Regno Unito    | Paris Theatre                                                     | |
| 10 ottobre 1971            | Bradford              | Regno Unito    | Università di Bradford                                            | |
| 11 ottobre 1971            | Birmingham            | Regno Unito    | Birmingham Town Hall                                              | |

## Formazione
- Roger Waters - basso, chitarra acustica, voce
- David Gilmour - chitarra elettrica, voce
- Richard Wright - tastiere, vibrafono, voce
- Nick Mason - percussioni, batteria

## Scaletta
Una tipica scaletta del tour conteneva alcune delle seguenti canzoni:
- Atom Heart Mother - (Gilmour, Wright, Geesin, Waters, Mason)
- Careful with That Axe, Eugene - (testo: Waters - musica: Wright, Waters, Gilmour, Mason)
- Set the Controls for the Heart of the Sun - (testo: Waters - musica: Waters, *Wright)
- A Saucerful of Secrets - (Wright, Mason, Gilmour, Waters)
- Cymbaline - (Waters)
- Fat Old Sun - (Gilmour)
- Embryo - (Waters)
- Green Is the Colour - (Waters)
- Astronomy Domine - (Barrett)
- Echoes (dal 1971) - (testo: Waters - musica: Wright, Gilmour, Waters, Mason)

*seppur mai accreditato, Wright ha dato contributi compositivi al brano "Set The Control For The Heart Of The Sun"
Occasionalmente la band ha eseguito anche questi brani:
- More Blues - (Gilmour, Mason, Wright, Waters)
- Interstellar Overdrive - (Barrett, Wright, Waters, Mason)
- Alan's Psychedelic Breakfast - (Wright, Gilmour, Mason, Waters)
- One of These Days (dal 1971) - (Gilmour, Waters, Wright, Mason)
- If - (Waters)